# La tristeza de Telémaco
La tristeza de Telémaco es una pintura al óleo de 1783 de la pintora suiza Angelika Kauffmann, inspirada en un episodio de la novela del escritor francés François Fénelon titulada Les Aventures de Télémaque, publicada en dos volúmenes en 1699.

## Historia y descripción
Angelika Kauffmann regresó a Roma en 1782 con su segundo marido, el pintor veneciano Antonio Zucchi. Abrió su atelier en Via Sistina 72 también a viajeros del Grand Tour y restableció relaciones con personalidades capitolinas (de Roma), como Onorato Caetani (1742-1797), duque de Sermoneta, hombre de letras, bibliófilo y coleccionista de obras de arte.
Por encargo del duque, Angelika Kauffmann pintó dos lienzos que representan dos episodios de la famosa novela de François de Salignac de La Mothe, conocido con el seudónimo de François Fénelon, inspirada libremente en los cuatro primeros libros de la Odisea. El otro cuadro, prácticamente contemporáneo y también conservado en el Museo Metropolitano de Arte de Nueva York, es Telémaco y las ninfas de Calipso.

### Telémaco de Fénelon
En 1689, Fénelon obtuvo el puesto de tutor de Luis, duque de Borgoña (1682-1712), que entonces tenía siete años, hijo de Luis de Francia, el Gran Delfín y sobrino del rey francés Luis XIV. Ad usum Delphini Fénelon escribió los Diálogos de muertos y Fábulas y la amena, utópica y didáctica novela Las aventuras de Telémaco. Luis, duque de Borgoña, murió antes que su abuelo, durante una epidemia de sarampión y nunca llegó a ser rey de Francia.
En su largo viaje en busca de su padre Odiseo, Telémaco visita también países donde la paz y la seguridad de los ciudadanos son puestas a prueba por los malos consejeros de los gobernantes. Telémaco es dirigido y protegido por la diosa de la sabiduría Atenea, escondida bajo la apariencia de Mentor: una figura de un anciano sabio, en la que se reconoce a Fénelon.

### Telémaco de Kauffmann
La pintura muestra a Telémaco sentado a una mesa y absorto en sus pensamientos. Una ninfa, que tiene cántaros y palanganas de cobre finamente grabados, se dispone a lavarle los pies, como se hacía antiguamente cuando se recibía a los extraños. Calipso indica a sus ninfas que dejen de cantar las hazañas de Ulises, para no entristecer aún más al joven invitado. Una ninfa sostiene una guitarra-lira, instrumento creado en Francia a finales del siglo XVIII y que en Italia fue fabricado por el lutier napolitano Gennaro Fabricatore. La escena se desarrolla al aire libre, pero al abrigo de una cueva, cuyas paredes desnudas apenas son visibles. El rincón de la mesa está decorado con ricos muebles de madera esculpida y dorada, en puro estilo Luis XVI. El eje de la escena es la figura de Calipso, envuelta en un brillante peplo blanco. 

Se ha hablado mucho de la falta de virilidad de algunas figuras masculinas pintadas por Kauffmann. 
«Sus jóvenes —que según Schlegel "les encantaría tener pechos de niña"— tienen, entre otras cosas, algo de hermafroditas. Pinta, utilizando palabras de Freud, "hermosos jóvenes, de delicadeza y formas femeninas, que no bajan la mirada sino que parecen llenos de ambigüedad..."»
Pintora favorita de la aristocracia londinense que percibió su sensibilidad, Kauffmann sintió la incapacidad práctica del héroe para actuar y exaltó sus emociones. Además de la versión que se encuentra en el Museo Metropolitano, hay otra en una colección privada suiza y una tercera en el Kunstmuseum de Coira. A menudo se solicitaban réplicas a la pintora.